# The Decemberists
The Decemberists är ett amerikanskt indierockband från Portland. Gruppens namn kommer av den engelska benämningen på deltagare i dekabristupproret i Ryssland på 1800-talet.

## Medlemmar
Nuvarande medlemmar
- Colin Meloy - sång, gitarr (2000-idag)
- Chris Funk - gitarr m.m. (multi-instrumentalist) (2005-idag, studiomusiker från 2002)
- Jenny Conlee - hammondorgel, dragspel, melodica, piano, keyboards (2000-idag)
- Nate Query - elbas, kontrabas (2000-idag)
- John Moen - trummor, melodica (2005-idag)

Tidigare medlemmar
- Ezra Holbrook – trummor, sång (2000-2006)
- Jesse Emerson – basgitarr (2006)
- Rachel Blumberg – trummor, sång (2003-2005)
- David Langenes – gitarr
- Petra Haden – violin, sång (2005)
- Lisa Molinaro – viola, gitarr, keyboards, sång (turnerande medlem 2006)
- Sara Watkins – violin, sång, keyboards, slagverk, gitarr (2011)

Gästande musiker
- Laura Veirs – sång
- Shara Worden – sång
- Becky Stark – sång
- Gillian Welch – sång
- Peter Buck – mandolin, 12-strängad gitarr

## Diskografi
Album
- 2002 – Castaways and Cutouts
- 2003 – Her Majesty the Decemberists
- 2005 – Picaresque
- 2006 – The Crane Wife
- 2009 – The Hazards of Love
- 2011 – The King Is Dead
- 2015 – What a Terrible World, What a Beautiful World
- 2018 – I'll Be Your Girl
- 2024 – As It Ever Was, So It Will Be Again

EP
- 2003 – 5 Songs
- 2004 – The Tain
- 2005 – Picaresqueties
- 2006 – Connect Sets
- 2007 – Live from SoHo
- 2011 – Live at Bull Moose
- 2011 – The Decemberists
- 2011 – Long Live the King

Singlar
- 2004 - Billy Liar
- 2005 - Sixteen Military Wives
- 2006 - O Valencia!
- 2006 - The Perfect Crime No. 2
- 2008 - Always the Bridesmaid: Volume I
- 2008 - Always the Bridesmaid: Volume II
- 2008 - Always the Bridesmaid: Volume III
- 2009 - The Rake's Song
- 2010 - Down By the Water (US Rock #33)
- 2010 - January Hymn
- 2011 - This Is Why We Fight (US Alt #19, US Rock #40)
- 2012 - Calamity Song (US Rock #48)
- 2012 - One Engine